# Corvospongilla bhavnagarensis
Corvospongilla bhavnagarensis är en svampdjursart som beskrevs av Soota, Pattanayak och Safena 1984 . Corvospongilla bhavnagarensis ingår i släktet Corvospongilla och familjen Spongillidae. Inga underarter finns listade i Catalogue of Life.